# Scutellaria platensis
Scutellaria platensis là một loài thực vật có hoa trong họ Hoa môi. Loài này được Speg. miêu tả khoa học đầu tiên năm 1898.